# Milieuchemie
De milieuchemie bestudeert de chemische aspecten die optreden in de ons omringende wereld. Met name wordt bestudeerd wat er met door menselijk toedoen ontstane hoge concentraties of door mensen gemaakte verbindingen gebeurt. Vooral de invloed, direct en indirect, op de biosfeer wordt daarbij als uitgangspunt voor onderzoek genomen.

## Hulpwetenschappen voor de milieuchemie
In de milieuchemie worden diverse disciplines van de scheikunde, natuurkunde en biologie toegepast:
- analytische chemie. Voordat bekeken kan worden wat de effecten van een stof zijn moeten er eerst goede, betrouwbare meetmethoden voor de stof zijn. Een extra complicerende factor vormt het feit dat veel stoffen al in heel lage concentraties biologisch actief zijn.
- organische chemie. Veel van de door mensen gemaakte stoffen zijn organische verbindingen. Zowel het maken ervan als het bestuderen van reacties van deze stoffen wordt door de organische chemie beschreven.
- biochemie. De interactie van lichaamsvreemde stoffen met levende systemen is een onderdeel van de biochemie.
- geochemie. De geochemie bestudeert de veranderingen van stoffen onder invloed van geologische processen.
- natuurkunde van gassen en vloeistoffen. Allerlei diffusieprocessen die zich in de lucht of water afspelen worden in de natuurkunde bestudeerd.
- biologie. Deze wetenschap levert de methoden om de effecten van stoffen op levende systemen te beschrijven. Dit laatste op zowel op het vlak van het individu als de soort.
- Fysische geografie
- Klimatologie en meteorologie

## Geschiedenis
In de prehistorie en de oudheid was de invloed van menselijke activiteit op de omgeving klein. Door het relatief kleine aantal mensen en de grotendeels agrarische activiteiten was het mogelijk alles wat men niet meer nodig had achter te laten waar het toevallig uitkwam. Met het ontstaan van de steden ontstonden de eerste problemen met afval. Met de industriële revolutie is sinds de 18e eeuw afval niet meer zomaar achter te laten. Bovendien werd duidelijk dat ook zaken die niet direct zichtbaar zijn nadelige effecten kunnen hebben. In de jaren 60 nam de aandacht van burgers voor milieuproblematiek in verschillende politieke culturen fors toe. Vanaf toen nam de groei van milieuchemie een grote vlucht binnen chemische genootschappen.

## Door mensen ontstane hoge concentraties
Hierbij moeten we bijvoorbeeld denken aan afval van ertsverwerking. Ertsen worden vaak over grote gebieden verspreid gevonden. De industriële verwerking ervan gebeurt op één plaats. De resten werden vervolgens vaak in de directe omgeving gedumpt. Hiermee kwamen allerlei, eerst verspreide hoeveelheden op een beperkt gebied bij elkaar. In tinerts komt bijvoorbeeld ook vaak lood voor. Ook waren de technieken vroeger nog niet zo goed dat alle tin uit het erts gehaald werd. Zowel het niet gewenste lood als het niet gewonnen tin kwamen op de afvalhoop terecht. Beide metalen hebben invloed op levende systemen.
Een tweede voorbeeld is de concentratie koolstofdioxide en andere broeikasgassen. Sinds het begin van de industriële revolutie neemt de concentratie van deze stof in de dampkring toe. Het broeikaseffect is de oorzaak van de opwarming van de Aarde.

## Door mensen gemaakte verbindingen
Als belangrijkste voorbeelden van deze verbindingen gelden de gehalogeneerde koolwaterstoffen met als bekende voorbeelden DDT en cfk's. Voor DDT geldt dat er een relatie is tussen het broedsucces van een groot aantal roofvogels en de hoeveelheid DDT in hun voedsel. Van cfk's is bekend dat ze van invloed zijn op de ozonlaag.

## Milieucompartimenten
Omdat de snelheid en de mogelijkheden van reacties erg verschillen naargelang de omgeving zijn er binnen de milieuchemie een aantal gebieden aan te wijzen die samenhangen met de algemene omgeving waarin de stoffen voorkomen. De studiegebieden hangen samen met de verschillende compartimenten waarin de omgeving verdeeld kan worden:
- hydrosfeer
- atmosfeer
- lithosfeer
- biosfeer

- Bibliothèque nationale de France: cb11983319g (data)
- Gemeinsame Normdatei: 4135167-8
- Library of Congress Control Number: sh85044168
- Bibliotheek van het Japanse parlement: 001123731
- Nationale Bibliotheek van Tsjechië: ph114476
- Nationale Bibliotheek van Israël: 987007550667305171